# 도쿄 외국어대학

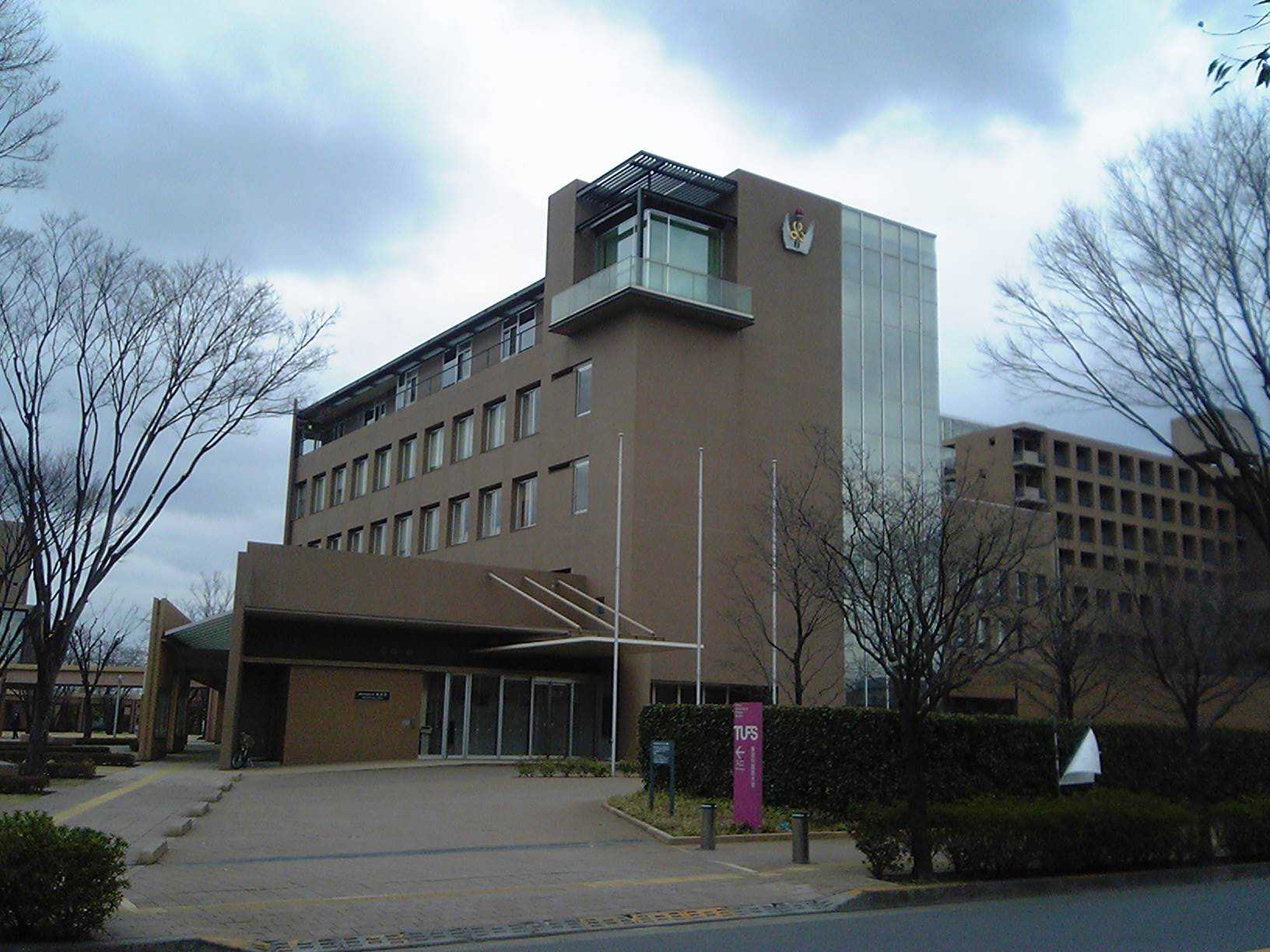
도쿄 외국어대학

도쿄 외국어대학(일본어: 東京外国語大学, 영어: Tokyo University of Foreign Studies, TUFS)은 도쿄도 후추시에 위치하고 있는 일본의 명문 국립대학 중 하나이다. 

## 연혁
전신은 에도 막부가 1855년에 설립한 양학 연구기관 겸 외교문서 번역국이었던 반쇼시라베쇼이다. 1873년 관립 도쿄외국어학교로 출발하였으며 1885년 도쿄고등상업학교·상법강습소와 합병되어 도쿄상업학교가 되었다가 1897년 히토쓰바시대학의 전신인 도쿄상업학교부속 도쿄외국어학교가 되었다. 1899년에는 도쿄외국어학교로 교명을 바꾸고 도쿄미술학교·도쿄음악학교 등과 함께 문부성 직할 3개 관립전문학교로 독립하였으며, 1944년 3년제 도쿄외사[東京外事] 전문학교가 되었다가 1949년의 학제개편에 따라 4년제 대학이 되면서 현재의 교명으로 되었다.
- 1897년 : 고등 상업학교 부속 외국어학교로 개교
- 1899년 : 도쿄 외국어학교로 독립
- 1944년 : 도쿄 외사전문학교로 개칭
- 1949년 : 도쿄 외국어대학 발족
- 2000년 : 후추 시로 이전 시작

## 평가
- 의료, 사회과학, 공학, 문학 등 각분야 제일의 단과대학 연합인 4대학연합 중 하나로 국제학, 어학 분야에서 최고의 자리에 위치하고 있다.
- 닛케이 신문이 발표한 기업 인사 담당자가 선호하는 대학랭킹 중 교토대학, 도쿄 대학, 쓰쿠바 대학에 이어 4위를 기록했다.[2]
- 과거 5년 취업실적 중 도쿄외국어대학은 일본의 NHK 방송국, 미쓰이 그룹등 유수의 방송, 기업체 뿐만 아니라 일본 외무성 외무 공무원을 다수 배출했다.[3]
- 일본의 유명기업 취업률 조사에서 오사카 대학의 뒤를 이어 10위에 기록되었다.[4]
- 2019년 THE 세계 대학 랭킹 종합 평가 일본판에서 일본 20위를 기록하였다.[5]
- 2019년 QS World University Rankings™ 대학 평가 및 Academic Ranking of World Universities 대학 평가 및 Times Higher Education World University Rankings 대학 평가에서는 순위권 안에 집계되지 못했다.

## 유명 졸업생
- 우메 겐지로 - 법학자, 교육자
- 니토베 이나조 - 사상가
- 후타바테이 시메이 - 작가
- 이시카와 준 - 작가 겸 평론가
- 김보경 - ' 일본에서 일하고 싶다면 ' 작가 ,마이나비코리아 대표이사